# António Maria Correia de Sá e Benevides Velasco da Câmara
António Maria Correia de Sá e Benevides Velasco da Câmara (Santos-o-Velho, Lisboa, 28 de julho de 1786 - Lisboa, 5 de junho de 1844), 6.º visconde de Asseca (com Grandeza (6 de setembro de 1798)), foi fidalgo da Casa Real, Almotacé-Mor do Reino (17 de agosto de 1817) e conselheiro do rei D. João VI de Portugal, veador da rainha D. Carlota Joaquina, comendador das comendas de São Julião de Cássia no bispado de Aveiro, de Santa Maria de Mesquitela, de São Salvador da Lagoa e de São Salvador de Riba de Basto, todas na Ordem de Cristo.
Seguindo a carreira das armas, e sendo capitão de cavalaria, acompanhou como ajudante de campo o general Gomes Freire de Andrade, quando este saiu do reino, em 1808, por ordem de Junot, com a Legião Portuguesa. Militou na divisão portuguesa, que em 1812, junta ao exército francês, tomou parte na campanha da Rússia, porém conseguindo evadir-se, voltou à pátria, e foi preso na torre de Belém, por ter servido nos exércitos de Napoleão, mas por sentença da Relação de Lisboa, de 12 de junho de 1813, foi julgado inocente e livre de toda a culpa.
Chegou ser indigitado par do Reino por carta régia de 30 de abril de 1826, de que prestou juramento e tomou posse na respectiva câmara, na sessão de 14 de novembro do referido ano, mas devido a ser um ferrenho partidário contra os liberais durante a Guerra Civil Portuguesa, foi suspenso do exercício do pariato, por efeito das disposições do decreto com força de lei, de 28 de maio de 1834.
Viveu no Brasil e em Portugal.
Foi, a partir de 1828, o representante de D. Miguel I em Londres não tendo as suas credenciais como embaixador de Portugal sido aceites pelo governo britânico.

## Dados Genealógicos
Era filho de Salvador Correia de Sá Benevides Velasco, 5.º visconde de Asseca (com Grandeza), almotacè do Reino, marechal de campo, e de sua primeira mulher, a viscondessa D. Helena Gertrudes José de Melo, filha dos 1.os marqueses de Sabugosa, e 7.os condes de São Lourenço, António Maria César de Melo Silva e Meneses, e D. Joaquina Josefa Benta Maria de Meneses.
Casou a 10 de janeiro de 1818 com D. Rita de Castelo Branco (8 de Dezembro de 1790 - Cemitério dos Prazeres, Lisboa, 10 de agosto de 1867), em casa de mãe dela no Rio de Janeiro, filha dos 1.os marqueses de Belas, e 6.os condes de Pombeiro, José Luís de Vasconcelos e Sousa, conselheiro de Estado; capitão da Guarda Real Portuguesa, alcaide-mor de Vila Franca de Xira, grã-cruz da Ordem de S. Tiago da Espada, e da antiga Ordem da Torre Espada; grã-cruz da Legião de Honra de França, embaixador extraordinário à corte de Londres, regedor das justiças, desembargador do paço, casado com D. Maria Rita de Castelo Branco Correia da Cunha da casa dos marqueses de Belas e condes de Pombeiro.
Filhos:
- Maria Rita correia de Sá (12 de Outubro de 1821 - Cemitério dos Prazeres, Lisboa, 29 de janeiro de 1868) casada com D. José Maria da Piedade de Lencastre e Távora Silveira Castelo Branco Almeida Sá e Meneses, da Casa dos condes de Vila Nova de Portimão.[6]
- Salvador Correia de Sá Benevides Velasco da Câmara (2 de agosto de 1825 - Cemitério dos Prazeres, Lisboa, 24 de janeiro de 1852), 7.º visconde de Asseca (7 janeiro de 1846), com Grandeza,[7] casado com D. Mariana de Sousa Botelho Mourão e Vasconcelos, nascida em 22 de Agosto de 1823,[8] filha dos 1.os condes de Vila Real,[9] D. José Luís de Sousa Botelho Mourão e Vasconcelos.
- José Correia de Sá Velasco da Câmara e Benevides (Londres a 12 de Maio de 1830 - Lisboa, 8 de Agosto de 1902.[10][11] Casado em 11 de Novembro de 1849, com D. Eugénia de Jesus Maria de Todos os Santos de Almeida Soares Portugal de Alarcão Ataíde e Meneses Mascarenhas da Silva[12]). herdeira dos títulos de marquesa de Lavradio e condessa de Avintes.[13]